# Яніс Лусіс
Яніс Лусіс  (латис. Jānis Lūsis, 19 травня 1939 — 29 квітня 2020) — латиський легкоатлет, метальник списа; олімпійський чемпіон, рекордсмен світу. Багаторазовий чемпіон Європи та СРСР. Заслужений майстер спорту СРСР. Член Зали Слави IAAF (2014).

## Виступи на Олімпіадах
| Олімпіада     | Дисципліна    | Місце |
| ------------- | ------------- | ----- |
| Токіо 1964    | метання списа | 3     |
| Мехіко 1968   | метання списа | 1     |
| Мюнхен 1972   | метання списа | 2     |
| Монреаль 1976 | метання списа | 8     |